# کوکی ایکدا
کوکی ایکدا (انگلیسی: Koki Ikeda؛ زادهٔ ۳ مهٔ ۱۹۹۸) دونده پیاده‌روی سرعت اهل ژاپن است.
وی در مسابقات کشوری و بین‌المللی در مجموع برندهٔ ۱ مدال طلا، ۱ مدال نقره شده‌است.